# Мишель, Жорж
Жорж Мишель (фр. Georges Michel; 12 января 1763, Париж, — 7 июня 1843, там же) — крупный французский художник-пейзажист, мастер акварели.

## Жизнь и творчество

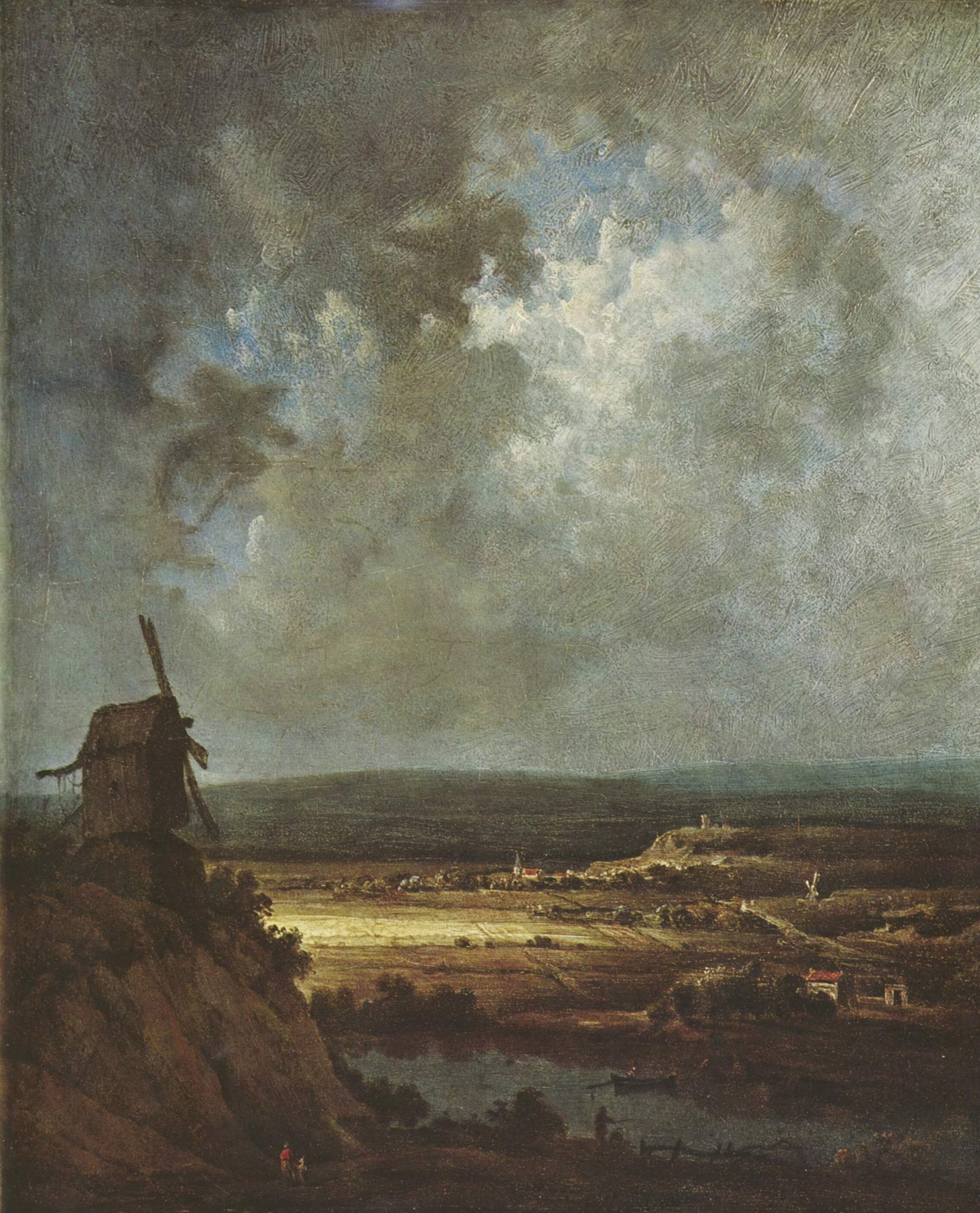
Пейзаж с мельницей. 1820—1830. Музей Виктории и Альберта. Лондон

Начал заниматься живописью ещё в детстве. С 1775 года был учеником живописца исторического жанра Ледюка; позднее учился у Николя Тоне. По окончании учёбы сопровождал командира полка гусар де Бершиньи в поездках в Швейцарию, Нормандию и Германию. Многочисленные наброски, сделанные в этих путешествиях, отразятся впоследствии в полотнах мастера.
В возрасте 15 лет начинающий художник изучает в Лувре работы голландских и фламандских мастеров барокко, прежде всего Саломона ван Рейсдаля, Яна ван Гойена и Рембрандта. Этим влиянием «голландцев» объясняется столь значительное внимание, уделяемое художником натурализму и многочисленной детализации на полотне в его ранний период творчества (до 1810—1815 годов).
Впоследствии Мишель открывает для себя как художественную цель природу окрестностей Парижа, в особенности тогда ещё сельский, известный своими ветряными мельницами Монмартр. Позднее он чаще использует романтические мотивы в своих картинах — такие, как рыцарские замки или руины монастырей. Точная датировка работ Мишеля осложнена частыми переменами и изменениями в присущих ему стилях творчества, а также в связи с наличием многочисленных подделок и подражаний его работам.
Мишель, сумевший отразить в современной ему французской живописи мастерство изображения старых голландских пейзажистов, является одним из предшественников «барбизонской школы».

## Избранные полотна
- «Пейзаж с ветряной мельницей, вид с Монмартра», недат., Бремен, Художественная галерея
- «Непогода в долине Сены», ок. 1830, Лион, Музей изящных искусств
- «Окрестности Шартра», недат., Байё, Музей изящных искусств
- «Мельница на холме», недат., музей замка Мойланд, Рейнланд